# Corrida de tampinha

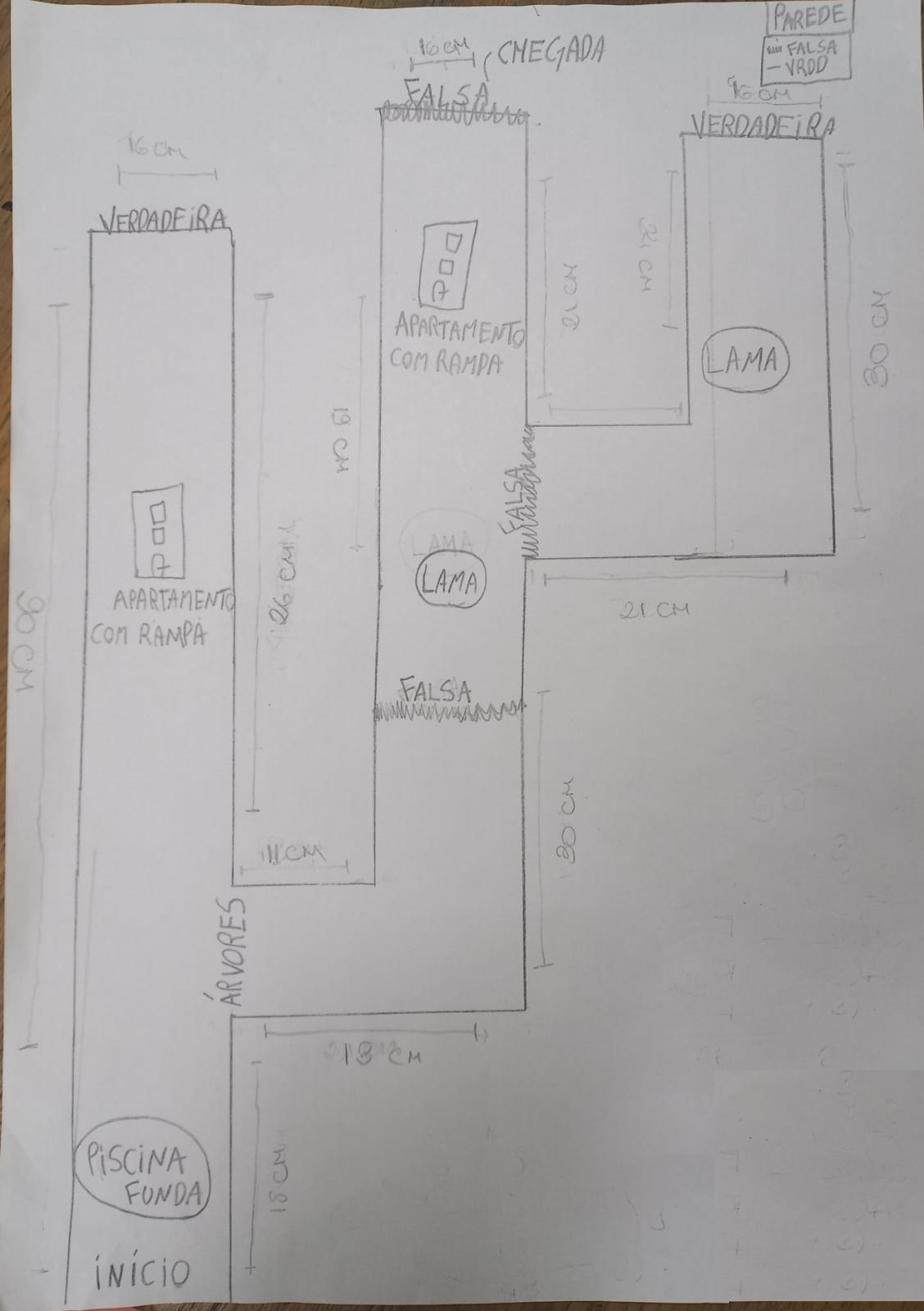
Projeto de pista de corrida de tampinha elaborado em oficina de matemática buscando trabalhar conceitos da área.

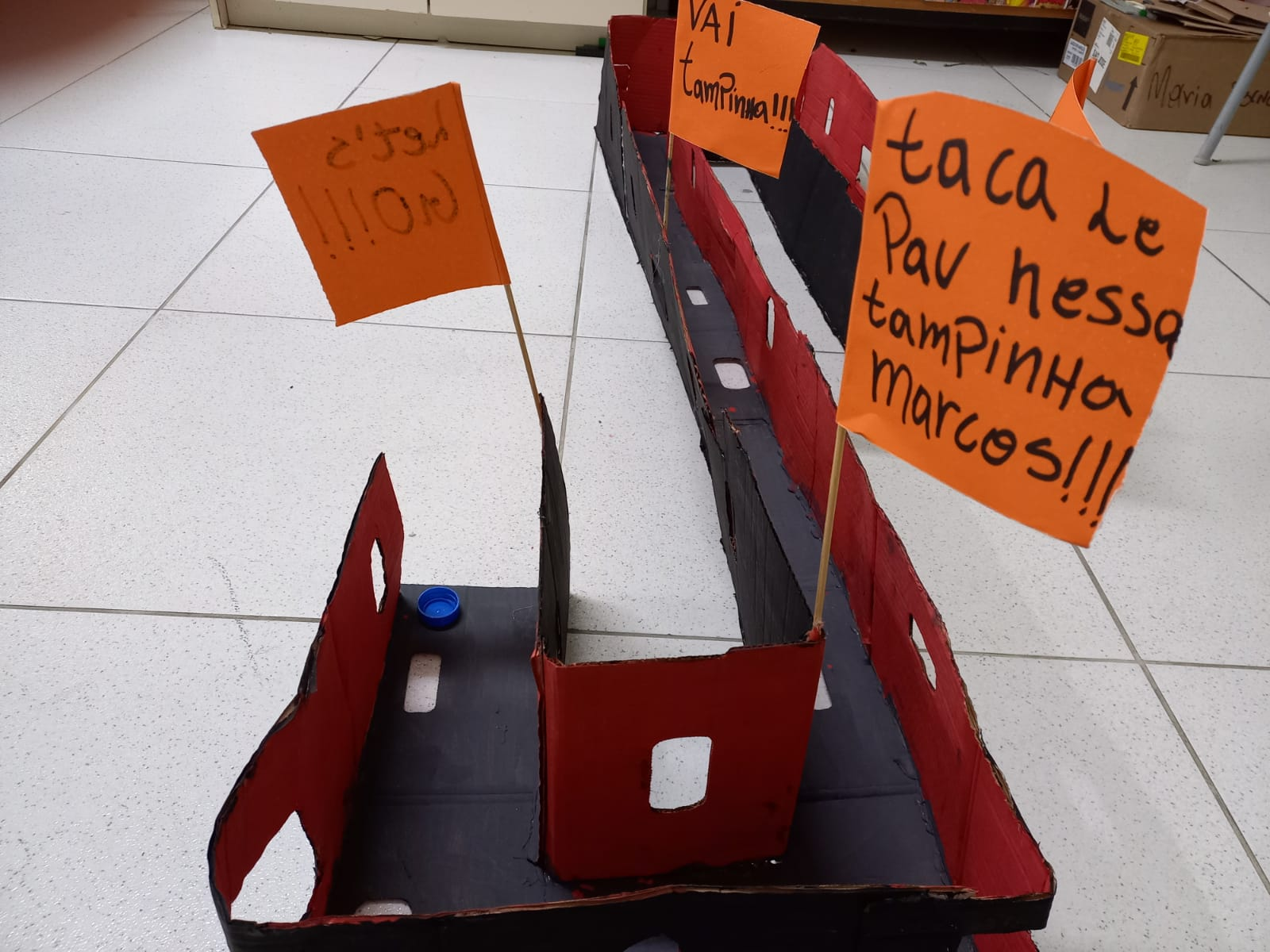
Uma tampinha na zona de largada de uma pista feita de papelão. Um detalhe para a referência ao meme taca le pau nesse carrinho Marcos!

A corrida de tampinha é um tipo de jogo presente na cultura brasileira e que foi muito popular nos anos 1990. Consiste em um conjunto de pessoas que empurram tampinhas em uma pista que pode ser traçada em diversos tipos de terrenos na qual os participantes buscam a superação individual. No projeto das pistas os participantes exercitam uma série de capacidades tais como criatividade, coordenação motora e raciocínio. Atualmente existe modalidade digital da corrida de tampinha.